# Altoona (Kansas)
Pour les articles homonymes, voir Altoona.
Altoona est une municipalité américaine située dans le comté de Wilson au Kansas. Lors du recensement de 2010, sa population est de 414 habitants.

## Géographie
La petite cité est située le long de la rivière Verdigris, un affluent de la rivière Arkansas.
Selon le Bureau du recensement des États-Unis, la municipalité s'étend en 2010 sur une superficie de 0,55 mille carré (1,42 km2).

## Histoire
La localité est fondée 1869 sous le nom de Geddesburg. Elle est renommée Altoona en 1870, l'année de l'ouverture de son bureau de poste. Son nom fait référence à la ville d'Altoona en Pennsylvanie,,.
Altoona se développe particulièrement à partir de l'arrivée du Missouri Pacific Railroad, au milieu des années 1880.